# Drepanogynis hygrochoaria
Drepanogynis hygrochoaria är en fjärilsart som beskrevs av Claude Herbulot 1954. Drepanogynis hygrochoaria ingår i släktet Drepanogynis och familjen mätare. Inga underarter finns listade i Catalogue of Life.